# La Mulatière
La Mulatière is een gemeente in de Franse Métropole de Lyon (regio Auvergne-Rhône-Alpes). De plaats maakt deel uit van het arrondissement Lyon. La Mulatière telde op 1 januari 2022 6.554 inwoners.

## Geografie
De oppervlakte van La Mulatière bedroeg op 1 januari 2022 1,82 vierkante kilometer; de bevolkingsdichtheid was toen 3.601,1 inwoners per km².

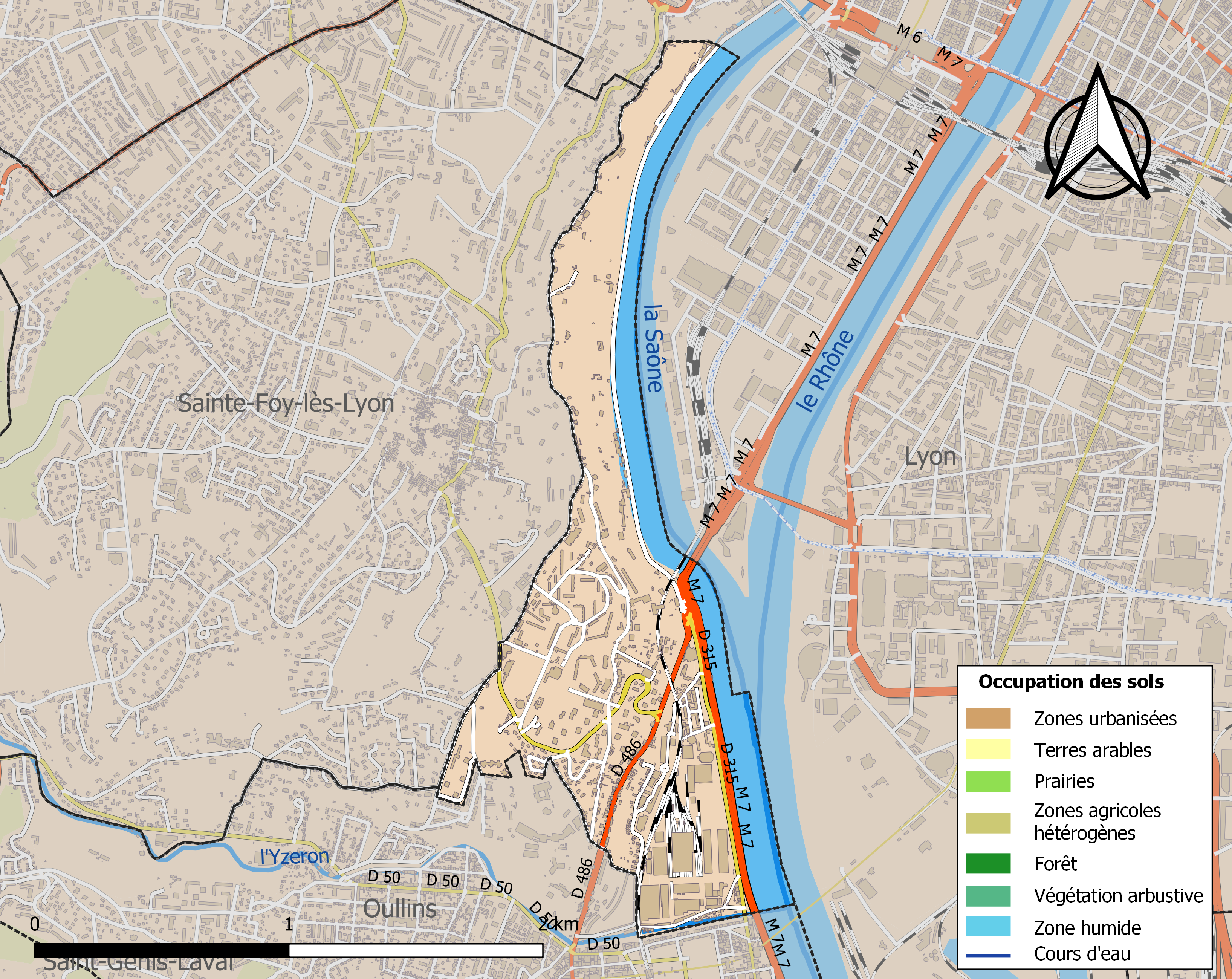
Kaart van de gemeente met de belangrijkste infrastructuur, bodemgebruik en omliggende gemeenten

## Demografie
Onderstaande figuur toont het verloop van het inwonertal (bron: INSEE-tellingen).